# So Far... the Best of Sinéad O'Connor
Albums de Sinéad O'Connor
Gospel Oak
(1997) Faith and Courage
(2000)
So Far... the Best of Sinéad O'Connor est une compilation de la chanteuse irlandaise Sinéad O'Connor sortie en 1997.

## Liste des chansons
1. Nothing Compares 2 U
2. Mandinka
3. The Emperor's New Clothes
4. Thank You For Hearing Me
5. The Last Day of Our Acquaintance
6. Fire on Babylon
7. Troy
8. I Am Stretched on Your Grave
9. Jackie
10. Success Has Made a Failure Of Our Home
11. John I Love You
12. Empire - Bomb the Bass feat. Benjamin Zephaniah
13. Don't Cry For Me Argentina
14. You Made Me the Thief of Your Heart
15. This Is A Rebel Song